# Dławik podwójny

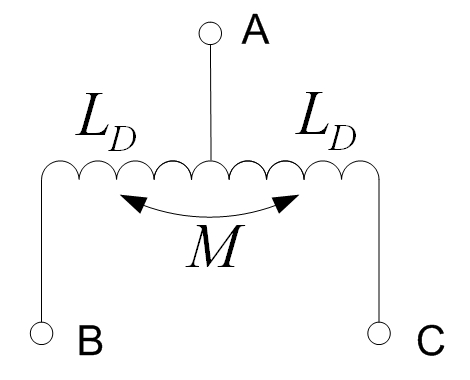
Schemat ideowy dławika podwójnego.

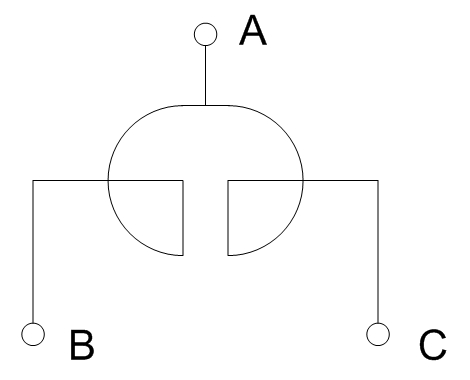
Symbol elektryczny dławika podwójnego.

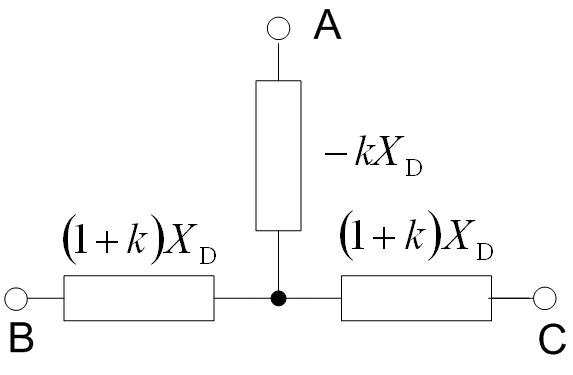
Schemat zastępczy dławika podwójnego

Dławik podwójny (ang. duplex reactor) – dławik przeciwzwarciowy złożony z dwóch jednakowych cewek nawiniętych w tym samym kierunku, sprzężonych ze sobą indukcyjnie. Reaktancja zastępcza zawarta między poszczególnymi zaciskami dławika zależy od rozpływu prądów w uzwojeniach dławika i indukcyjności wzajemnej {\displaystyle M} obu części uzwojenia.
Idea dławika podwójnego najprawdopodobniej pojawiła się po raz pierwszy w 1921 roku. Powstanie takiego rozwiązania dławika przeciwzwarciowego wynikało głównie z potrzeby ograniczenia wad tradycyjnych dławików pojedynczych.

## Działanie
W czasie normalnej pracy strumienie od obu cewek częściowo się znoszą co zmniejsza wypadkową indukcyjność, a więc ulega zmniejszeniu niechciany spadek napięcia (główna wada dławików pojedynczych). W czasie zwarcia natomiast następuje sumowanie strumieni i odpowiednie zwiększenie reaktancji dławika dając w rezultacie lepsze dławienie prądu zwarciowego.
W przypadku dławika podwójnego wyróżnić można indukcyjności poszczególnych cewek {\displaystyle L_{D},} oraz indukcyjność wzajemną {\displaystyle M.} Sprzężenie indukcyjne uzwojeń charakteryzuje współczynnik sprzężenia określany następującą zależnością:
{\displaystyle k={\frac {X_{M}}{X_{D}}}={\frac {M}{L_{D}}},}
gdzie:
{\displaystyle X_{M},} {\displaystyle X_{D}} – reaktancja wzajemna i własna dławika podwójnego

## Budowa
Pod względem budowy dławiki podwójne zbudowane są analogicznie jak pojedyncze. Główną różnicą jest wyprowadzenie ze środka uzwojenia dodatkowego przewodu, w wyniku czego następuje jego podział na dwie części.

## Stany pracy
Biorąc pod uwagę warunki zasilania, dławik podwójny może znajdować się w jednym z trzech charakterystycznych stanów pracy:

a) praca dławika przy przepływie prądu przez 1 cewkę;

b) praca dławika przy przepływie prądu w gałęziach w kierunkach przeciwnych;

c) praca dławika przy przepływie prądu przez oba uzwojenia w kierunkach zgodnych.

## Zastosowanie
Dławiki podwójne nie były stosowane do tej pory w Polsce. Natomiast bardzo szeroko stosowano je w USA i Rosji (najwięcej w latach 40 i 50). Dławiki podwójne również stosowano szeroko w Niemczech do tłumienia zwarć i zniekształceń harmonicznych w układach elektrownianych. Obecnie nadal są stosowane w innych krajach. Produkowane są między innymi przez takie firmy jak Trench i Alstom.